# Jorge Dip
Jorge Arturo Dip Calderón (Valparaíso, 31 de mayo de 1981) es un abogado y político chileno, gobernador de la provincia de Valparaíso entre 2016 y 2018.

## Biografía
Es abogado por la Universidad de Valparaíso, y militante del Partido Demócrata Cristiano.
Se desempeñó como seremi de Bienes Nacionales en la Región de Valparaíso desde 2014 hasta 2016, donde tuvo a su cargo las investigaciones de las propiedades en la quinta región de la desaparecida Cema Chile, entonces presidida por Lucía Hiriart, viuda del dictador Augusto Pinochet.  
Posteriormente fue nombrado gobernador de la Provincia de Valparaíso. Durante su gestión prohibió el ingreso de público visitante en el Estadio Sausalito, por no contar con las medidas de seguridad necesarias, cuestión resistida por parte de las autoridades del club Everton, aunque finalmente resuelta por la dirigencia del equipo.  Parlamentarios de la UDI y Amplitud exigieron su salida del cargo por incidentes causados por barristas de Colo-Colo en un partido con Santiago Wanderers.
Igualmente durante su administración se promovieron actividades para la reactivación del turismo.
Tras dejar su cargo se integró como director de administración y logística de la Universidad de Valparaíso, encargándose de la coordinación de la colaboración de dicha casa de estudios con la Convención Constitucional junto desempeñar con otras labores para el funcionamiento mismo de la Convención.
Desde 2022 se desempeña como Fiscal (s) de la Superintendencia de Salud.